# Concerto pour hautbois de Martinů
Pour les articles homonymes, voir Concerto pour hautbois (homonymie).
Le Concerto pour hautbois (H. 353) de Bohuslav Martinů est une œuvre composée en 1955. La partition est créée le 8 août 1956 en Australie par le dédicataire Jiří Tancibudek (en) et l'Orchestre symphonique de Sydney dirigé par Hans Schmidt-Isserstedt. Depuis lors, le concerto est devenu l'une des œuvres phares du répertoire du hautbois.

## Présentation
Commande du hautboïste australien d'origine tchèque Jiří Tancibudek (en), le Concerto pour hautbois — et petit orchestre, comme précisé en sous-titre — de Martinů est composé à Nice en avril et mai 1955,,.
La partition est soutenue financièrement par le Sydney Daily Telegraph à l'occasion des Jeux olympiques de Melbourne en 1956 et dédiée à Tancibudek, qui en assure la création à Sydney le 8 août 1956 accompagné par l'Orchestre symphonique de Sydney dirigé par Hans Schmidt-Isserstedt,,.
Depuis lors, l’œuvre est un des piliers du répertoire solistique du hautbois,.
La partition, dont le manuscrit autographe est conservé à la Bibliothèque nationale de France, est publiée par Max Eschig. Une édition révisée est également parue en 2008 chez Durand, éditée par Maurice Bourgue et Guy Porat.

## Instrumentation
L'accompagnement orchestral du concerto requiert à l'orchestre deux flûtes, deux clarinettes, un basson, deux cors, une trompette, un piano et les cordes,.

## Structure
Le Concerto pour hautbois et petit orchestre respecte la coupe classique du concerto en trois mouvements,, :
1. Moderato ;
2. Poco Andante ;
3. Poco Allegro.

La durée moyenne d'exécution de l’œuvre, qui porte le numéro de catalogue H. 353, est de dix-sept minutes environ,,. 